# أيمن الصفدي
أيمن حسين عبد الله الصفدي (مواليد 15 كانون الثاني / يناير 1962) هو سياسي وإعلامي أردني درزي يشغل منصب وزير الخارجية وشؤون المغتربين منذ 15 كانون الثاني 2017 خلفاً لناصر جودة وشغل منصب نائب رئيس الوزراء في حكومة بشر الخصاونة منذ 12 تشرين الأول 2020 حتى 15 سبتمبر 2024.
شغل منصب وزير دولة ونائب رئيس الوزراء بحكومة سمير الرفاعي. كما كان مستشاراً للملك عبد الله الثاني لشؤون الإعلام والاتصال.
تعرض لانتقادات واسعة أثناء فترة توليه منصب وزير دولة ومستشاراً للملك بسبب انتقاده الاحتجاجات الأردنية عام 2011.

## حياته
ولد الصفدي في سنة 1962 في مدينة الزرقاء، وحصل على شهادة الأدب الإنجليزي في جامعة اليرموك. ثم حصل على ماجستير في الإعلام الدولي من جامعة بايلور بولاية تكساس في الولايات المتحدة. عمل رئيساً لهيئة التنسيق بين المحطات الفضائية العربية، ونائب رئيس الاتحاد العربي للبث التلفزيوني. كما كان عضو مجلس إدارة لكل من مؤسسة الإذاعة والتلفزيون الأردنية، والمجلس الأعلى للإعلام، ومهرجان جرش، ومؤسسة نهر الأردن.